# Carabus vladimirskyi
Carabus vladimirskyi es una especie de insecto adéfago del género Carabus, familia Carabidae. Fue descrita científicamente por Dejean & Boisduval en 1830.
Habita en Mongolia.